# Nishiumi (Ehime)
El Pueblo de Nishiumi (西海町 Nishi'umi-chō?) fue un pueblo del Distrito de Minamiuwa en la Región de Nanyo (南予地方 Nanyo-chihō?) de la Prefectura de Ehime. 

## Características
Se encontraba hacia el sur de la Ciudad de Uwajima, por la Ruta Nacional 56.
Ocupaba el sur de la Península de Funakoshi (船越半島 Funakoshi-hantō?), con el Monte Gongen (権現山 Gongen-yama?) como centro, además incluye varias islas. La Península de Funakoshi es bordeada por una Ruta Prefectural, y en su recorrido cuenta con varias entradas del mar en las que se concentran los pueblos pesqueros.
Limitaba con los pueblos de Misho y Johen (ambas son en la actualidad parte del Pueblo de Ainan) del Distrito de Minamiuwa.
Desaparece el 1° de octubre de 2004, tras fusionarse junto a los pueblos de Ipponmatsu, Johen y Misho, y la Villa de Uchiumi (todas del mismo Distrito), para formar el Pueblo de Ainan.